# 黒澤めぐみ
黒澤 めぐみ（くろさわ めぐみ、1982年6月2日 - ）は、日本の女性写真家。東京都出身。大妻女子大学家政学部卒業。
銀行員を経て、2006年よりフリーの写真家として活動をはじめる。

## 受賞歴
- 2007年、第16回キヤノン写真新世紀・準グランプリを受賞

## 主な写真集
- 「猫のいる場所」(アーカイブス出版)
- 「月刊ZAT0O「平岡祐太」」
- 「月刊ZAT0O「中村蒼」」

## 主なテレビ出演
- NHK教育 「一期一会 キミにききたい!」夢を叶えたプロカメラマンとして出演
- NHK総合 ドキュメント20min. 「愛虎フォトグラフィー～甲子園に響く人生賛歌～」
- TAKARAZUKA SKY STAGE 「TAKARAZUKA 旅美写美」涼紫央×黒澤めぐみ 旅人として出演（テレビ神奈川、テレビ埼玉、三重テレビ放送、KBS京都、サンテレビ)
- BS-TBS 「湯のまち放浪記」#1〜#5 旅人として出演

## 主な雑誌掲載
- AERA （1月21日号）インタビュー掲載
- 週刊新潮にて『焼酎で行こう!!』連載中
- BRUTUS 658号（マガジンハウス）

その他、風の旅人、アサヒカメラ、日本カメラ等掲載多数

## 個展
- 2008年「写真新世紀」巡回展 仙台展/大阪/名古屋/福岡で開催
- 2008年 韓国ソウルにて個展「二重性活」（GALLERY ILLUM）を開催
- 2010年 銀座ギャルリー志門にて-画廊が選ぶ若手女性作家-「鳥居姉妹」